# Manturovskij rajon (Oblast' di Kursk)
Il Manturovskij rajon (in russo Мантуровский район?) è un rajon dell'Oblast' di Kursk, nella Russia europea; il capoluogo è Manturovo. Istituito nel 1928, ricopre una superficie di 1.010 chilometri quadrati e consta di una popolazione di circa 13.300 abitanti.